# Anco-Huallo (distrito)
O Distrito peruano de Anco-Huallo é um dos oito distritos que formam a Província de Chincheros, situada no Apurímac, pertencente a Região Apurímac, Peru.

## Transporte
O distrito de Anco-Huallo é servido pela seguinte rodovia:
- PE-3S, que liga o distrito de La Oroya à Ponte Desaguadero (Fronteira Bolívia-Peru) - e a rodovia boliviana Ruta 1 - no distrito de Desaguadero (Região de Puno)[2][3][4]